# Jairo Grijalba
Jairo Grijalba Solis (* 11. Juli 1945 in Palmichal (Valle del Cauca)) ist ein ehemaliger kolumbianischer Radrennfahrer.

## Sportliche Laufbahn
Grijalba war Straßenradsportler. 1968 siegte er im Etappenrennen Clásico RCN mit einem Etappensieg und gewann die nationale Meisterschaft im Straßenrennen vor Miguel Samacá Hernández.
1971 holte er einen Etappensieg in der Vuelta a Colombia. Von 1966 bis 1971 war er Berufsfahrer in kolumbianischen Radsportteams.